# 김수아 (2008년)
김수아 (2008년 12월 26일 ~ )는 대한민국의 트로트와 국악(판소리) 장르의 가요 오디션 프로 참가자이다.

## 학력
- 서울 정릉초등학교 (졸업)
- 국립전통예술중학교 (졸업)
- 남원국악예술고등학교 (재학중)

## 방송
- 2017년 1월 15일, KBS1 《전국노래자랑》 제1833회 - 서울특별시 성북구 편 출연 (노래 <아이 좋아라>)
- 2017년 10월 2일, KBS1 《아침마당》 제7960회 - '추석특집 1부 나도스타! 전국노래자랑 명물 열전' 편 출연 (춘향가 중 <사랑가> 일부 및 노래 <사랑님> 공연)
- 2017년 12월 18일, KBS1 《아침마당》 제8015회 - '월요 토크쇼 베테랑' 편 출연 (트로트 신동 자격, 노래 <사랑님>)
- 2020년 2월 28일 ~ 6월, MBC 《편애중계》 트로트 신동대전 출전 (본선 최종결승에서 탈락), 트로트 왕중왕전 출전 (패자부활전에서 탈락)
- 2020년 4월 20일, KBS1 《아침마당》 제8611회 - '이대로만 자라다오' 트로트 신동 특집 (노래 <고장 난 벽시계>)
- 2020년 5월 8일, KBS1 《아침마당》 제8625회 - '불효자는 웁니다' 편 출연 (트로트 신동 자격)
- 2020년 7월 10일 ~ 8월 21일, MBN 《보이스 트롯》 출전 (본선 4라운드에서 탈락)
- 2020년 7월 21일, MBN 뉴스파이터 - 이슈 파헤치기 '유산슬이 배우고 싶은 김수아' 편 출연 (전화 인터뷰 내용)
- 2020년 8월 30일, KBS1 《전국노래자랑》 40주년 기념 청춘편 출연 (노래 <오늘이 젊은 날>)

그 외 다수 출연

## 수상
- 2017년 1월 15일, 전국노래자랑 제1833회 서울특별시 성북구 편 인기상
- 2019년 11월 3일, 제1회 고흥유자석류축제 전국어린이트로트경연대회 대상 (경연곡 <오늘이 젊은 날>) - 전라남도 고흥군 주최
- 2019년 12월 22일, 제1회 대한민국트롯콘테스트 인기상 - 예종엔터테인먼트 주최

## 기타
- 2017년 ~ 2020년 건국음악영재교육원 재학